# La Jarne
La Jarne is een gemeente in het Franse departement Charente-Maritime (regio Nouvelle-Aquitaine). De plaats maakt deel uit van het arrondissement La Rochelle. La Jarne telde op 1 januari 2022 2.591 inwoners.

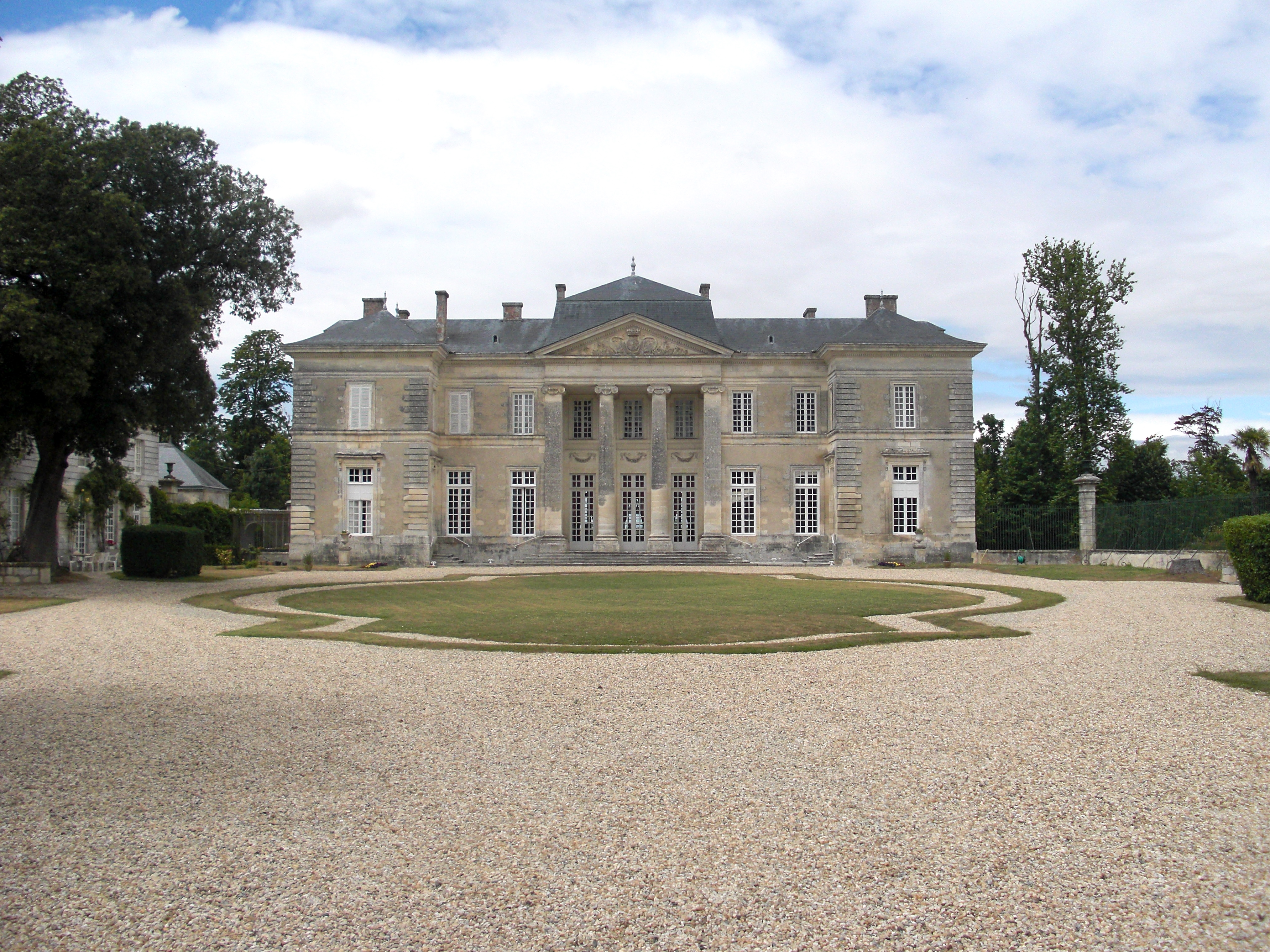
Château de Buzay
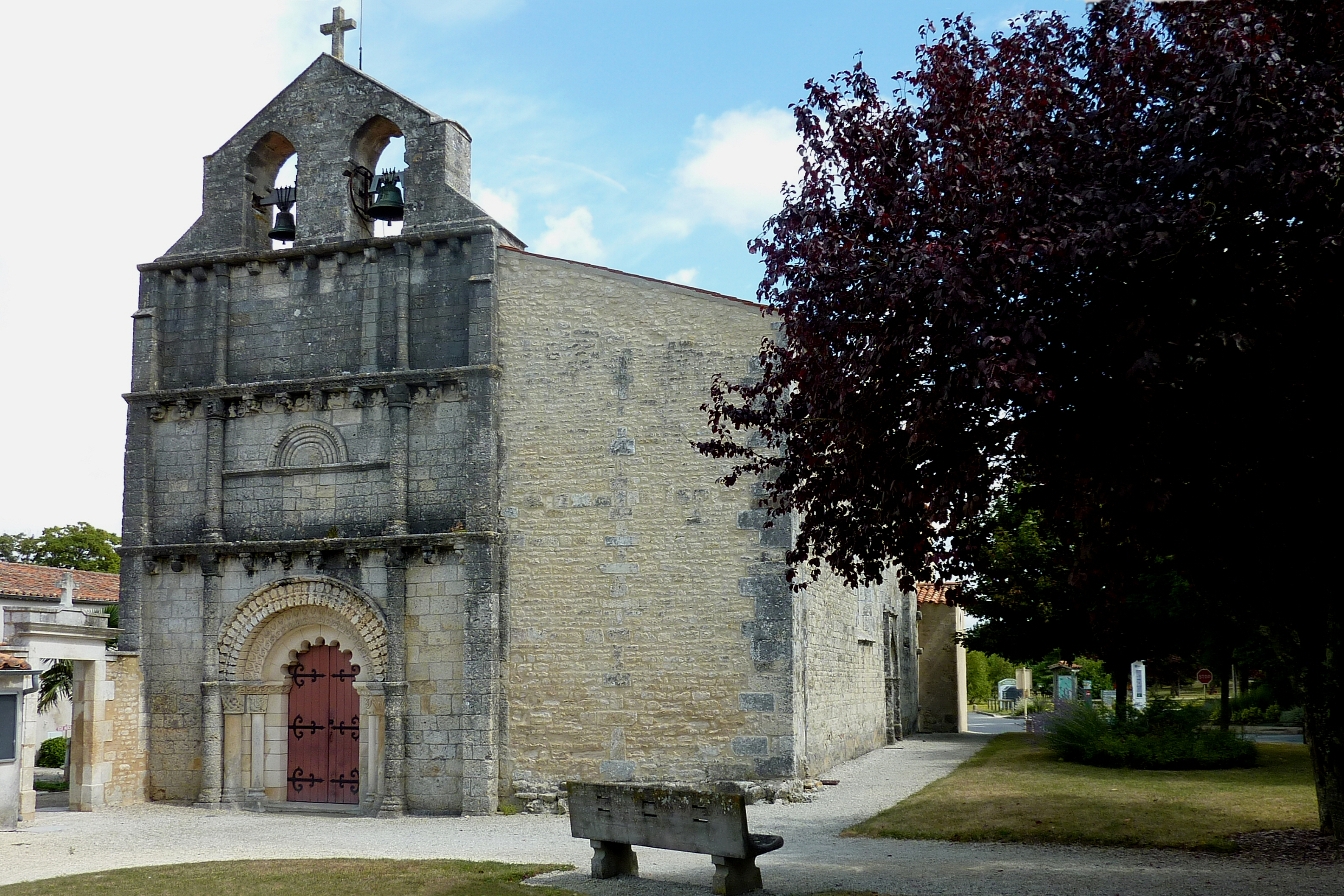
Kerk Notre-Dame de La Jarne
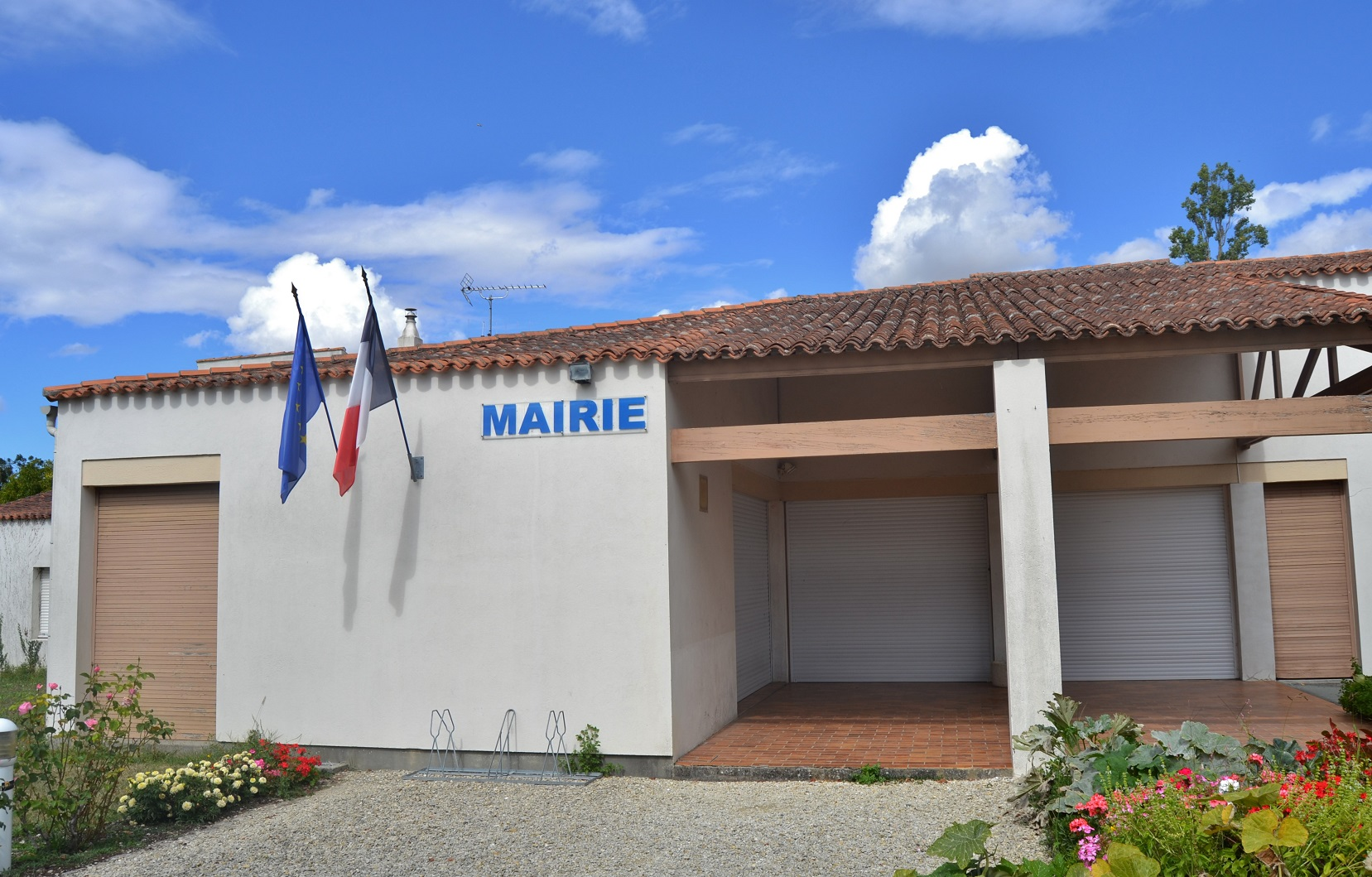
Gemeentehuis

## Geografie
De oppervlakte van La Jarne bedroeg op 1 januari 2022 8,42 vierkante kilometer; de bevolkingsdichtheid was toen 307,7 inwoners per km².
De onderstaande kaart toont de ligging van La Jarne met de belangrijkste infrastructuur en aangrenzende gemeenten.

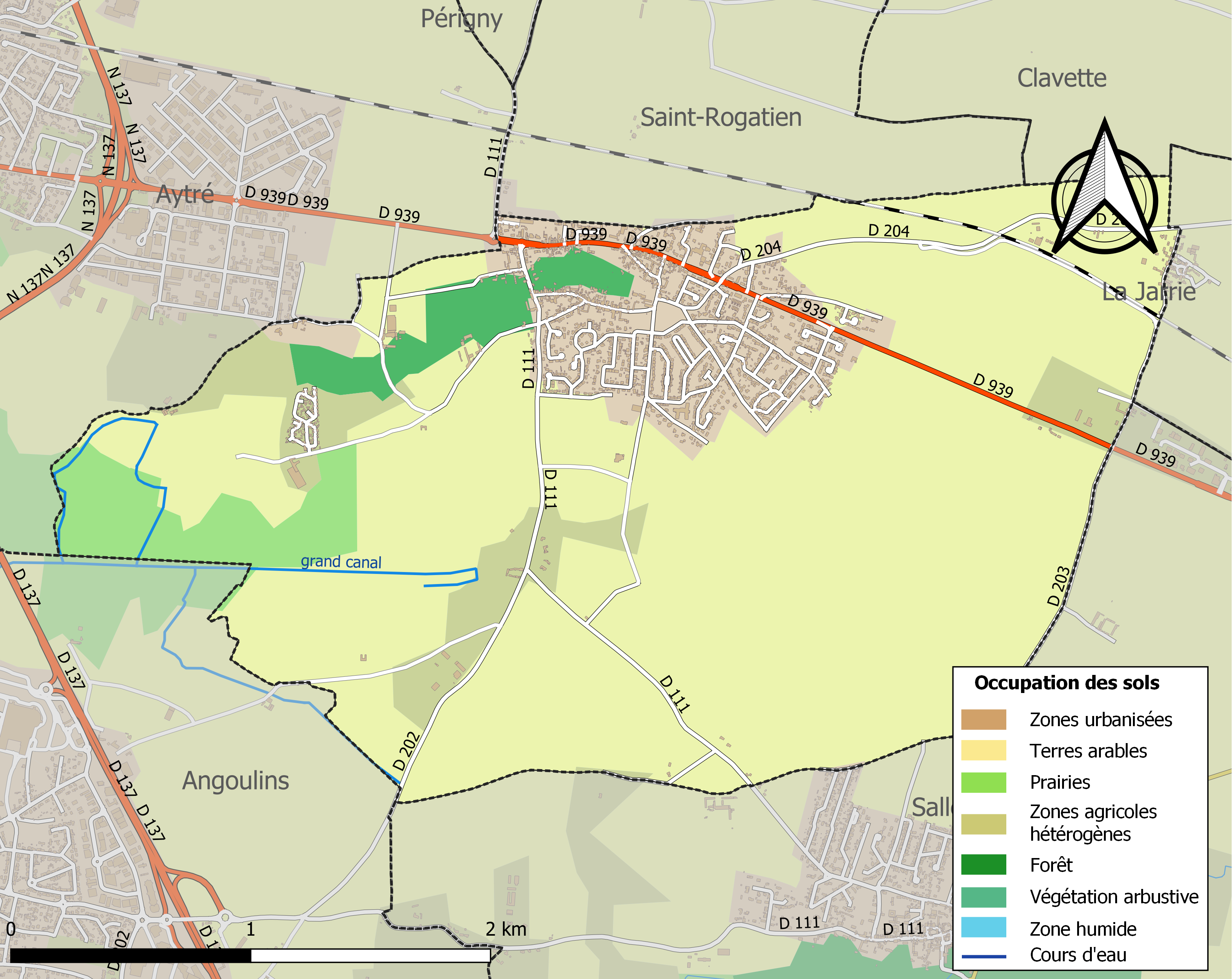

## Demografie
Onderstaande figuur toont het verloop van het inwonertal (bron: INSEE-tellingen).